# Карамолдаев, Мнайдар
Мнайда́р Карамолда́ев (каз. Мінайдар Қарамолдаев; 1910 год, аул Маякум, Туркестанский край, Российская империя — 1985 год) — колхозник, животновод, заведующий овцеводческой фермой колхоза «Овцевод» Шаульдерского района Южно-Казахстанской области, Казахская ССР. Герой Социалистического Труда (1949).

## Биография
Родился в 1911 году в селе Маякум Туркестанского края (сегодня — Отырарский район Южно-Казахстанской области, Казахстан). С детства помогал своему отцу в пастушеском деле. В 1931 год вступил в колхоз «Талапты», потом работал в колхозе «Овцевод». Трудился рядовым колхозником, чабаном, заведующим овцеводческой фермы.
Под его руководством труженики фермы получили в 1948 году содержали на начало года 1200 каракульских овцематок. По итогам года на ферме вырастили в среднем к отбивке по 106 ягнят от каждой сотни каракульских овцематок и получили 85 % смушек первого сорта. Указом Президиума Верховного Совета СССР от 12 июля 1949 года удостоен звания Героя Социалистического Труда за «получение высокой продуктивности животноводства в 1948 году при выполнении колхозами обязательных поставок сельскохозяйственных продуктов и плана развития животноводства по всем видам скота» с вручением ордена Ленина и золотой медали «Серп и Молот» (№ 4199).
Этим же указом званием Героя Социалистического Труда были награждены председатель колхоза «Овцевод» Оспан Шораев (лишён звания в 1953 году), заведующий овцеводческой фермой Мусабай Кулумбетов (лишён звания в 1953 году), чабаны Тулеген Байтанов, Кайкибай Куатбеков, Нускабай Кулумбетов, Кожамурат Нарымбетов и Кумусбек Сапаков.
С 1957 года — заведующий верблюдоводческой фермой в колхозе «Талапты» (позднее — одноимённый совхоз). С 1966 года трудился в Кзыл-Кумском райводозе.
С 1968 года — персональный пенсионер союзного значения. Умер в 1985 году.
Награды
- Герой Социалистического Труда
- Орден Ленина (1949).